# Municipio de Clifton (Misuri)
El municipio de Clifton (en inglés: Clifton Township) es un municipio ubicado en el condado de Randolph en el estado estadounidense de Misuri. En el año 2010 tenía una población de 241 habitantes y una densidad poblacional de 3,39 personas por km².

## Geografía
El municipio de Clifton se encuentra ubicado en las coordenadas 39°27′39″N 92°39′35″O / 39.46083, -92.65972. Según la Oficina del Censo de los Estados Unidos, el municipio tiene una superficie total de 71.18 km², de la cual 71,13 km² corresponden a tierra firme y (0,07 %) 0,05 km² es agua.

## Demografía
Según el censo de 2010, había 241 personas residiendo en el municipio de Clifton. La densidad de población era de 3,39 hab./km². De los 241 habitantes, el municipio de Clifton estaba compuesto por el 96,68 % blancos, el 1,66 % eran afroamericanos y el 1,66 % eran de una mezcla de razas. Del total de la población el 0,83 % eran hispanos o latinos de cualquier raza.